# Gildebord

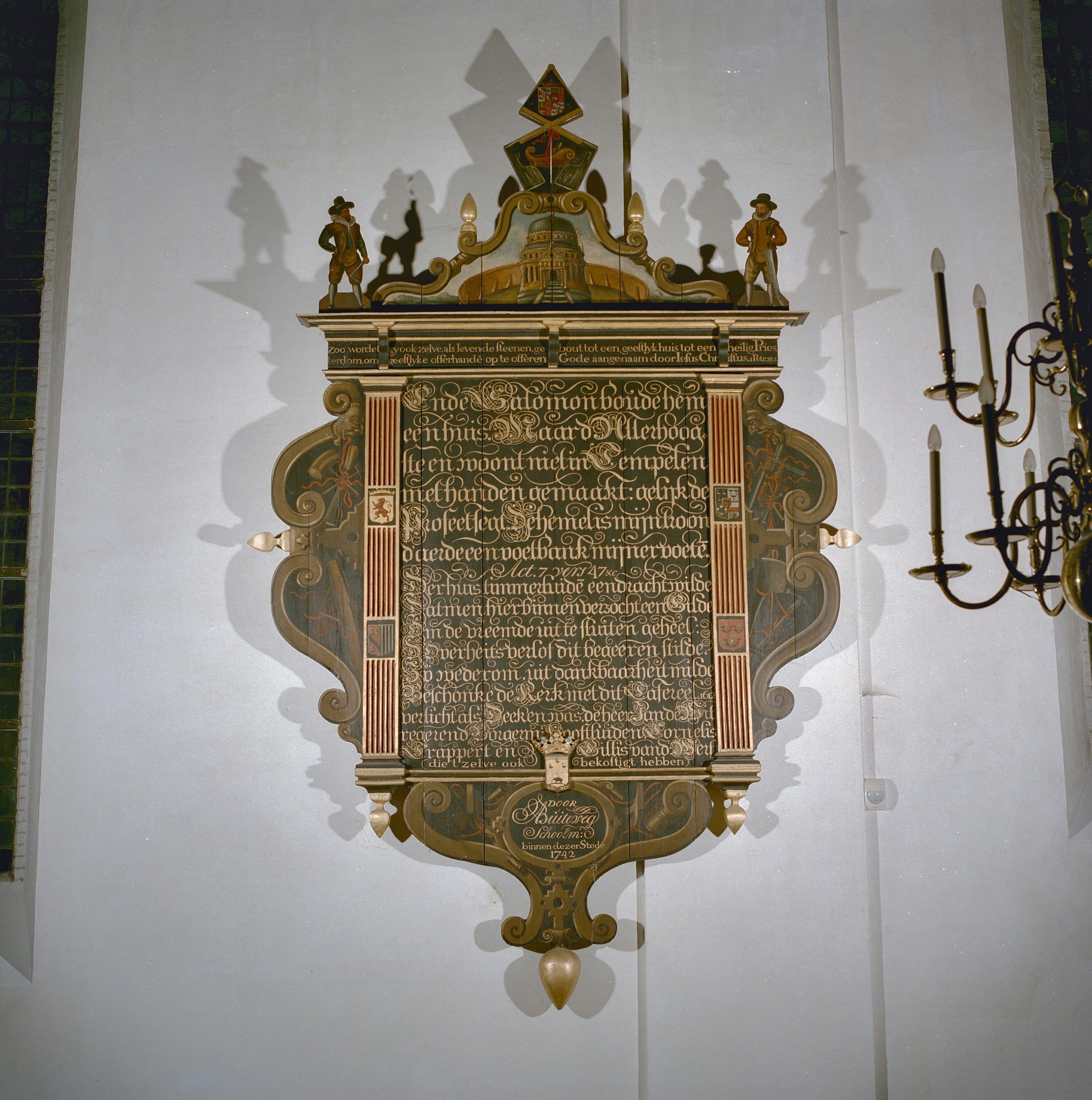
Gildebord van timmerlieden (1612) in de Grote Kerk in Vlaardingen

Een gildebord is een fraai versierde houten tableau, voorzien van een bij het betreffende gilde passende voorstelling, (bijbel)tekst of gedicht, en werden opgehangen in de kerk. Gildeborden konden ook de vorm hebben van een wapenschild aangevuld met een zinnebeeldige voorstelling.
De gildeborden in de middeleeuwen waren waarschijnlijk onderdeel van de aanwezige gildealtaren in de kerk, dergelijke borden worden ook wel memorietafels genoemd. Na de Reformatie leek het gildebord de altaren te vervangen en bood het de gilden toch een manier om hun religieuze betrokkenheid en aanwezigheid in de kerk te tonen. De borden bevatte minder beeld en bestonden grotendeels uit tekst.